# Dispens
Eine oder ein Dispens (weiblich im Kirchenrecht und im österreichischen Deutsch; von kirchenlateinisch dispensa „Erteilung einer Gunst“) ist eine hoheitliche Ausnahmebewilligung oder Befreiung von einem Verbot oder Gebot.

## Herleitung, Genus und Verwendung
Der Begriff stammt aus dem Kirchenrecht und wird dort feminin gebraucht (die Dispens). Zugrunde liegt kirchenlateinisch dispensa in der Bedeutung „Erlass einer Pflicht“, entstanden über mittelhochdeutsch dispensieren aus lateinisch dispensare „austeilend abwägen“, von pensare „abwägen“. Es handelt sich um ein kirchensprachliches Kurzwort zu ‚Dispensation‘ (im 14. Jahrhundert dispensacie), lateinisch dispensatio (zum Verb dispensare „zuteilen, zumessen, gleichmäßig verteilen“); analog sind italienisch (la) dispensa und französisch (la) dispense gebildet.
Zunächst nord- und mitteldeutsch, erscheint der Begriff seit dem 19. Jahrhundert in der weltlichen Rechtssprache, vor allem im Verwaltungs- und Baurecht, unter Einwirkung von „Konsens“ (lateinisch consensus „Übereinstimmung“) in maskuliner Verwendung (der Dispens) und gilt seitdem so im Deutschen Reich und in der Bundesrepublik Deutschland, während er in Österreich auch im weltlichen Recht wie generell im Kirchenrecht allein feminin gebraucht wird. Die Verwendung als Maskulinum stellt sich als eine auf Teile des deutschen Sprachraums beschränkte, fehlerhafte Begriffsübernahme durch die Profanjuristen von den Kirchenjuristen dar, begünstigt dadurch, dass das deutsche Wort „Dispens“ morphologisch das weibliche Geschlecht nicht erkennen lässt.
In jüngerer Zeit scheint der Begriff in der weltlichen Rechtssprache zunehmend gemieden zu werden. Bauordnungen, auf die gelegentlich verwiesen wird, enthalten ihn nicht mehr. In Rechtsprechung und Literatur ist er aber noch geläufig.

## Kanonisches Recht
Im kanonischen Recht ist eine Dispens die Befreiung von einem rein kirchlichen Gesetz, das heißt einer nicht auf göttliches Recht zurückzuführenden kirchenrechtlichen Vorschrift, in begründeten Einzelfällen. Diese kann auf Antrag, der sogenannten Petition, vom Ortsbischof oder den von ihm dazu beauftragten Amtsträgern erteilt werden (vgl. Codex Iuris Canonici (CIC) cc. 85-93). Für manche kirchlichen Gesetze ist die Dispensvollmacht dem apostolischen Stuhl vorbehalten; Ordensangehörigen können bestimmte Dispensen auch vom Ordensoberen gewährt werden.
Eine Dispens kann nur erteilt werden, wenn im Einzelfall ein vernünftiger und gerechter Grund vorliegt. Sollte dieser Grund entfallen, verliert eine bereits erteilte Dispens dadurch ihre Wirksamkeit.
Dispensen haben unter anderem im Eherecht der katholischen Kirche große Bedeutung:
- Per Dispens kann von der Pflicht des katholischen Ehepartners, die katholisch-kirchliche Eheschließungsform einzuhalten, befreit werden, insbesondere wenn der andere Ehepartner zu einer kirchlichen Eheschließung nicht zu bewegen ist.[9]
- Per Dispens kann etwa die Befreiung von einem Ehehindernis durch die bischöfliche Kirchenbehörde, das Offizialat, erteilt werden, um beispielsweise eine Heirat unter entfernteren Blutsverwandten oder konfessions- oder religionsverschiedenen Partnern zu ermöglichen. Eventuell über die Erteilung einer Dispens in einer Ehesache vorliegende alte Akten können eine wertvolle Quelle der Genealogie sein.

Systematisch gehört die Dispens innerhalb der Verwaltungsakte für Einzelfälle zusammen mit dem Privileg zu den Gnadenerweisen (Indulten), auf die grundsätzlich kein Rechtsanspruch besteht. Sie wird in der Regel durch Reskript erteilt.

## Staatliches Verwaltungsrecht
Im deutschen Verwaltungsrecht stellt der Dispens eine Ausnahmeerlaubnis oder Befreiung dar, die Härten gesetzlicher Regelungen, welche für den konkreten Fall nicht gedacht waren, ausgleichen soll. Er ist formell und materiell ein begünstigender Verwaltungsakt, der ein repressives gesetzliches Verbot im Einzelfall aufhebt. Der Dispens ist von der Kontrollerlaubnis zu unterscheiden, die aufgrund eines bereits im Gesetz vorgesehenen Erlaubnisvorbehalts erteilt wird.
Der Rechtsbegriff Dispens wurde in einigen historischen Landesbauordnungen verwendet. Er bezeichnet die einem Bauantragsteller unter bestimmten Voraussetzungen zu gewährende Befreiung von einer allgemeinen Baubeschränkung in einem Einzelfall, um unbillige Härten zu vermeiden oder aus Gründen des Allgemeinwohls, und kommt sowohl für bauordnungsrechtliche als auch bauplanungsrechtliche Beschränkungen (§ 31 Abs. 1, Abs. 2 BauGB) in Betracht. Abweichungen, Ausnahmen und Befreiungen, wie sie beispielsweise § 56 der Landesbauordnung für Baden-Württemberg vorsieht, werden in der Kommentarliteratur mitunter weiterhin mit dem Begriff „Dispensentscheidungen“ zusammengefasst. Klaus Gärditz bezeichnet den Dispens als „wichtiges Instrument zur Nachsteuerung der bauplanungsrechtlichen Vorhabenzulassung“.